# Suramine
La suramine est un médicament autrefois employé contre la maladie du sommeil, puis testé contre certains cancers et dont une expérience récemment conduite sur des souris laisse penser qu'il pourrait être actif sur certaines formes d'autisme. 
Il s'agit d'un corps extrêmement complexe : l'urée symétrique du sel de sodium de l'acide (benzamido-3 méthyl-4 benzamido)-1 naphtalène trisulfonique-4.6.8.

## Synonymes
La suramine a également été décrite sous le nom de Fourneau 309, et vendue sous plus d'une centaine d'autres, parmi les plus importants desquels il faut citer le Bayer 205, Bayer 206, la Germanine, le Moranyl, l'Antrypol ou le Naphuride.

## Historique
La molécule est synthétisée en 1916 et le médicament mis au point vers 1920 chez IG Farben, par Oskar Dressel (de), Richard Kothe et Wilhelm Roehl. Tenue secrète pour des raisons commerciales, sa formule est élucidée et publiée en 1924 par Ernest Fourneau et son équipe de l'Institut Pasteur,, et ce n'est qu'à cette date qu'on apprend sa composition chimique exacte.

## Action
La suramine n'agit pas sur les trypanosomes qui ont atteint le système nerveux.
Elle n'est donc active que dans la phase « périphérique » ou lymphatico-sanguine de la maladie. Cependant, parmi les trypanocides mis au point avant la Deuxième Guerre mondiale, ses avantages vont lui permettre, seule avec la tryparsamide (it), de rester en usage jusque dans les années 1960, et même très au-delà puisque, malgré une toxicité importante, notamment cutanée, neurologique et rénale, elle était toujours utilisée en 2001 chez les patients au stade précoce et que l'Organisation mondiale de la santé la classe encore en 2013 parmi ses « médicaments essentiels », la prescrivant, toujours au premier stade, dans le traitement de l'infection par Trypanosoma brucei rhodesiense.

## Autres usages
En 1979, la suramine a été redécouverte comme médicament anticancéreux. Inhibiteur de la transcriptase inverse, une enzyme importante dans la réplication de rétrovirus comme le VIH, elle a été essayée, mais sans résultat, dans le traitement du sida, avec l'ambition de limiter l'infection virale. Cependant, on a constaté la disparition complète du cancer chez des malades présentant à la fois les deux pathologies.
Depuis 2014, elle suscite des espoirs en tant que médicament contre certaines formes d'autisme et de stress des cellules neuronales du cerveau,.